# Славковски, Горан
Го́ран Славко́вски (швед. Goran Slavkovski; 8 апреля 1989, Мальмё, Швеция) — северомакедонский и шведский футболист, на данный момент играющий за клуб «КСФ Македония» в шестом дивизионе Швеции.

## Клубная карьера
Славковски начал карьеру в молодёжной команде клуба «Мальмё», забив за неё до 2005 года более двухсот голов. Из-за схожего стиля игры и югославских корней часто назывался «новым Ибрагимовичем». Результативность игрока привлекла внимание «Интера», и после недельного просмотра Горан подписал с итальянским клубом контракт.
Славковски дебютировал в Серии А 7 мая 2006 года, подменив на 86-й минуте Обафеми Мартинса в матче с «Сиеной». На тот момент ему было 17 лет и 29 дней, и таким образом он стал самым молодым игроком когда либо выступавшим за «Интер», побив рекорд Джузеппе Бергоми.
Однако после этого игрок потерял доверие руководства и в 2008 году был отдан в аренду английскому «Шеффилд Юнайтед». Тренер «клинков» Кевин Блэкуелл посчитал, что Славковски не готов для игры в основном составе и все своё время в Шеффилде Горан провел, выступая за дубль.
Вернувшись из аренды в конце сезона, Славковски подписал пятилетний контракт с «Хайдуком», но сделка оборвалась и права на игрока по-прежнему остались у «Интера». По заявлению хорватского клуба Славковски не находился в достаточно хорошей физической форме, однако по словам самого футболиста «Интер» и «Хайдук» не смогли договориться о сумме перехода.
После этого Славковски был вычеркнут из заявки «Интера» и пробыл свободным агентом вплоть до 2010 года, когда его приобрел немецкий «Бохум». Однако и там он играл исключительно за резерв, выступив в восьми матчах и забив один гол, после чего покинул клуб. Славковски сам позже утверждал, что отказался от предложенного ему «Бохумом» трехлетнего контракта из-за постоянных замен тренеров.
В начале 2011 года футболистом заинтересовался стокгольмский «АИК», но после двухмесячного просмотра клуб решил отказаться от его услуг. В августе 2011 сыграл пять матчей за клуб третьего дивизиона Швеции «ИФ Лимхамн Бункефло», также известный как «ЛБ07», после чего стал свободным агентом.
С 2013 года играет за клуб «КСФ Македония» в шестом шведском дивизионе.

## Международная карьера
Славковски успешно выступал за юношеские сборные Швеции от 15-ти до 19-ти лет, после чего к нему огромный интерес проявила сборная Республики Македонии. Генеральный секретарь северомакедонской футбольной федерации, Лацар Нитровски, сказал что хочет видеть футболиста в стартовом составе основной сборной в первом же матче отборочного турнира на Евро 2008 против Эстонии. Премьер-министр страны Никола Груевский лично пригласил семью Славковски на встречу с ним и попытался уговорить форварда представлять Македонию. В итоге Славковски согласился, заявив:

Меня не зовут ни Свенссон, ни Ларссон и я не сине-жёлтый. Меня зовут Горан и мои родители из Македонии. Моё сердце красно-жёлтое и я буду играть за Македонию.
Горан дебютировал в молодёжной сборной Республики Македонии в августе 2008, но провёл всего три матча и с тех пор туда не вызывался.